# Holzeck
Holzeck är ett berg i Österrike.   Det ligger i distriktet Salzburg-Umgebung och förbundslandet Salzburg, i den centrala delen av landet, 240 km väster om huvudstaden Wien. Toppen på Holzeck är 1 603 meter över havet.
Terrängen runt Holzeck är kuperad västerut, men österut är den bergig. Närmaste större samhälle är Hallein, 16,2 km väster om Holzeck. 
I omgivningarna runt Holzeck växer i huvudsak blandskog. Runt Holzeck är det ganska tätbefolkat, med 83 invånare per kvadratkilometer.